# 스즈키 아야
스즈키 아야(일본어: 鈴木 あや, 1990년 1월 2일 ~ )는 일본의 모델이다.